# 1975年の鉄道
1975年の鉄道（1975ねんのてつどう）とは、1975年（昭和50年）に起こった鉄道関係の出来事をまとめたページである。
1974年の鉄道 - 1975年の鉄道 - 1976年の鉄道

## 出来事の一覧

### 3月
- 3月10日
  - 日本国有鉄道
    - （延伸開業）  山陽新幹線 岡山駅 - 博多駅間 (442.0km)
    - （駅名改称）  新倉敷駅 ← 玉島駅（山陽本線）
    - （駅名改称）  新下関駅 ← 長門一ノ宮駅（山陽本線）
    - （新駅開業）  新岩国駅（山陽新幹線）
    - （新線開業）  博多臨港線 香椎駅 - 福岡貨物ターミナル駅 (3.7km)
    - （新駅開業）  福岡貨物ターミナル駅（博多臨港線）
- 3月20日
  - 北海道炭礦汽船
    - （旅客営業廃止） 夕張鉄道線 野幌駅 - 栗山駅間 (23.0km)（1974年4月1日から休止）

  - 西武鉄道
    - （複線化）  池袋線 入間市駅 - 仏子駅間 (2.9km)
- 3月22日
  - 静岡鉄道
    - （路線廃止）  清水市内線 港橋駅 - 横砂駅間（1974年7月7日から休止）
    - （駅廃止） 　港橋駅、万世町駅、市役所前駅、新清水駅、仲浜町駅、清水前駅、辻町駅、秋葉道駅、西久保駅、愛染町駅、嶺駅、鈴木島駅、袖師駅、横砂駅
- 3月23日
  - 京阪電気鉄道
    - （新駅開業）  西三荘駅（本線 守口市駅 - 門真市駅間）
    - （駅名改称）  門真市駅 ← 新門真駅（本線）
    - （駅廃止）  門真駅（本線）
- 3月26日
  - 関東鉄道
    - （新駅開業）  戸頭駅（常総線 稲戸井駅 - 南守谷駅間）
- 3月30日
  - 北大阪急行電鉄
    - （新駅開業）  緑地公園駅（南北線 江坂駅 - 桃山台駅間）

### 4月
- 4月1日
  - 日本国有鉄道
    - （路線廃止） 山陰本線貨物支線 東松江駅 - 馬潟港駅間 (1.0km)
    - （駅廃止） 馬潟港駅（山陰本線）

  - 北海道炭礦汽船
    - （路線廃止） 夕張鉄道線 野幌駅 - 鹿ノ谷駅間 (51.1km)（野幌駅 - 北海鋼機前駅間は北海鋼機専用線に譲渡、若菜駅 - 鹿ノ谷駅間は化成工業所専用鉄道に転用）
    - （駅廃止） 野幌駅、北海鋼機前駅、晩翠駅、南幌駅、双葉駅、北長沼駅、中央農試前駅、栗山駅、継立駅、新二岐駅、錦沢駅、平和駅、若菜駅、鹿ノ谷駅（夕張鉄道線）

  - 庄内交通
    - （路線廃止） 湯野浜線 鶴岡駅 - 湯野浜温泉駅間 (12.3km)
    - （駅廃止） 京田駅、安丹駅、北大山駅、善宝寺駅、七窪駅、湯野浜温泉駅（湯野浜線）

  - 東武鉄道
    - （駅廃止） 新小泉駅（仙石河岸線）

  - 越後交通
    - （路線廃止） 栃尾線 長岡駅 - 上見附駅間 (13.2km)
    - （路線廃止） 長岡線 越後関原駅 - 大河津駅間 (11.8km)
    - （旅客営業廃止） 長岡線 西長岡駅 - 越後関原駅間 (4.3km)
    - （駅廃止） 袋町駅、神田口駅、東神田駅、下長岡駅、下新保駅、小曽根駅、宮下駅、浦瀬駅、加津保駅、椿沢駅、耳取駅、名木野駅、上見附駅（栃尾線）
    - （駅廃止） 西中学校前駅、日越駅、上除駅、越後日吉駅、王寺川駅、脇野町駅、越後大津駅、槙原駅、上与板駅、与板駅、岩方駅、町軽井駅、大河津分水駅、大河津駅（長岡線）
    - （客扱い廃止） 西長岡駅、越後関原駅（長岡線）

  - 富山地方鉄道
    - （路線廃止） 笹津線 南富山駅 - 地鉄笹津駅間 (12.4km)
    - （駅廃止） 日本繊維前駅、袋駅、赤田駅、上野駅、熊野駅、伊豆ノ宮駅、大久保町駅、上大久保駅、大沢野北口駅、田村町駅、大沢野町八木山駅、敷紡前駅、地鉄笹津駅（笹津線）
    - （信号場廃止） 敷島紡信号場（笹津線）
- 4月8日
  - 土佐電気鉄道（現・とさでん交通）
    - （新駅開業）  東新木停留場（後免線 田辺島通停留場 - 新木停留場間）
- 4月11日
  - 近畿日本鉄道
    - （複線化）  鳥羽線 五十鈴川駅 - 朝熊駅間 (3.0km)
- 4月23日
  - 小田急電鉄
    - （延伸開業）  多摩線 小田急永山駅 - 小田急多摩センター駅間 (2.3km)
    - （新駅開業）  小田急多摩センター駅（多摩線）
- 4月26日
  - 京浜急行電鉄
    - （延伸開業）  久里浜線 三浦海岸駅 - 三崎口駅間 (2.2km)
    - （新駅開業）  三崎口駅（久里浜線）

### 5月
- 5月6日
  - 阪神電気鉄道
    - （路線廃止）  国道線 野田停留場 - 上甲子園停留場間
    - （路線廃止）  北大阪線 野田停留場 － 天神橋筋六丁目停留場間
    - （路線廃止）  甲子園線 上甲子園停留場 － 浜甲子園停留場間
    - （駅廃止）  野田停留場（国道線、北大阪線）
    - （駅廃止）  海老江停留場、上海老江停留場、西大淀停留場、大淀停留場、東大淀停留場、中津停留場、北野停留場、南浜停留場、本庄中通停留場、天神橋筋六丁目停留場（北大阪線）
    - （駅廃止）  中海老江停留場、野里停留場、歌島橋停留場、御幣島停留場、佃停留場、左門殿橋停留場、北杭瀬停留場、東長州停留場、大物北口停留場、県立尼崎高等学校前停留場、尼崎玉江橋停留場、東難波停留場、難波停留場、西難波停留場、浜田車庫前停留場、東大島停留場、西大島停留場、武庫大橋停留場（国道線）
    - （駅廃止）  上甲子園停留場（国道線、甲子園線）
    - （駅廃止）  甲子園三番町停留場、甲子園五番町停留場、甲子園停留場、甲子園八番町停留場、阪神パーク前停留場、競輪場前停留場、甲子園九番町停留場、浜甲子園停留場（甲子園線）
- 5月10日
  - 日本国有鉄道
    - （新線開業）  京葉貨物線 蘇我駅 - 千葉貨物ターミナル駅間
    - （新駅開業）  千葉貨物ターミナル駅（京葉貨物線）

  - 京葉臨海鉄道
    - （新線開業）  食品北線 千葉貨物ターミナル駅 - 食品北駅間 (1.2km)
    - （新駅開業）  食品北駅（食品北線）
    - （新線開業）  食品南線 千葉貨物ターミナル駅 - 食品南駅間 (1.3km)
    - （新駅開業）  食品南駅（食品南線）

### 6月
- 6月19日
  - 日本国有鉄道
    - （駅名改称）  武雄温泉駅 ← 武雄駅（佐世保線）
- 6月28日
  -  韓国鉄道公社
    - （新駅開業）  漢灘江駅（京元線 哨城里駅 - 全谷駅間）

### 7月
- 7月6日
  - 名古屋鉄道
    - （延伸開業）  知多新線 上野間駅 - 知多奥田駅間 (2.3km)
    - （新駅開業）  知多奥田駅（知多新線）
- 7月20日
  - 日本国有鉄道
    - （新線開業）  久慈線（現・三陸鉄道リアス線）普代駅 - 久慈駅間 (26.0km)
    - （新駅開業）  普代駅、堀内駅、野田玉川駅、陸中野田駅、陸中宇部駅（久慈線）

  - 近畿日本鉄道
    - （新駅開業）  新正駅（名古屋線 近鉄四日市駅 - 海山道駅間）
- 7月26日
  -  台湾鉄路管理局
    - （延伸開業）  北廻線 新城駅 - 花蓮駅間 (16.3km)
    - （新駅開業）  新城駅、景美駅、北埔駅（北廻線）

### 8月
- 8月17日
  - 相模鉄道
    - （新駅開業）  かしわ台駅（本線 さがみ野駅 - 海老名駅間）
    - （駅移転・改称）  さがみ野駅 ← 大塚本町駅（本線）
- 8月20日
  - 福島交通
    - （新駅開業）  桜水駅（飯坂線 笹谷駅 - 平野駅間）
- 8月27日
  - 京浜急行電鉄
    - （新駅開業） 北馬場・南馬場駅（現・新馬場駅）（本線。北馬場駅と南馬場駅を統合（上り線ホームを除く））
    - （駅廃止） 北馬場駅、南馬場駅（本線。北馬場・南馬場駅に統合）
- 8月31日
  - 日本国有鉄道
    - （路線名改称） 三江線 ← 三江北線、三江南線
    - （延伸開業）  三江線 浜原駅 - 口羽駅間 (29.6km)
    - （新駅開業）  沢谷駅、潮駅、石見松原駅、石見都賀駅、宇都井駅、伊賀和志駅（三江線）

### 9月
- 9月1日
  - 仙台臨海鉄道
    - （新線開業）  仙台埠頭線 仙台港駅 - 仙台埠頭駅 (1.6km)
    - （新駅開業）  仙台埠頭駅（仙台埠頭線）

### 10月
- 10月22日
  - 日本国有鉄道
    - （複線化）  室蘭本線 礼文駅 - 大岸駅間 (4.1km)

### 11月
- 11月2日
  - 西日本鉄道（西鉄福岡市内線）
    - （路線廃止） 貫線 九大前停留場 - 姪の浜停留場
    - （路線廃止） 呉服町線 呉服町停留場 - 祇園停留場
    - （路線廃止） 城南線 渡辺通一丁目停留場 - 西新停留場
    - （駅廃止） 九大前停留場、網屋町停留場、箱崎停留場、馬出停留場、東車庫前停留場、大学病院前停留場、蓮池停留場、土居町停留場、川端町停留場、東中洲停留場、県庁前停留場、西鉄グランドホテル前停留場、大名二丁目停留場、赤坂門停留場、平和台停留場、大手門停留場、荒戸一丁目停留場、西公園停留場、唐人町停留場、地行停留場、今川橋停留場、防塁前停留場、藤崎停留場、早良口停留場、室見橋停留場、愛宕下停留場、竹の山四丁目停留場、姪の浜停留場（貫線）
    - （駅廃止） 奥の堂停留場（呉服町線）
    - （駅廃止） 城東橋停留場、薬院大通停留場、南薬院停留場、動物園入口停留場、練塀町停留場、六本松停留場、草香江停留場、大濠停留場、鳥飼停留場、城西橋停留場（城南線）
    - （駅廃止） 呉服町停留場（貫線、呉服町線）
    - （駅廃止） 西新停留場（貫線、城南線）
- 11月15日
  - 衣浦臨海鉄道
    - （新線開業）  半田線 東成岩駅 - 半田埠頭駅間 (3.4km)
    - （新駅開業）  新半田駅、半田埠頭駅（半田線）
- 11月26日
  - 西武鉄道
    - （複線化）  新宿線 入曽駅 - 入間川駅（現・狭山市駅）間 (3.0km)

### 12月
- 12月14日
  - 日本国有鉄道
    - 室蘭本線で、保存運行を除いて国鉄最後の蒸気機関車による旅客営業列車（室蘭駅発岩見沢駅行き225列車、C57形135号機牽引）が運行される。
- 12月20日
  - 近畿日本鉄道
    - （複線化）  鳥羽線 朝熊駅 - 鳥羽駅間 (8.3km)
- 12月24日
  - 日本国有鉄道
    - 夕張線（現・石勝線）で、国鉄最後の蒸気機関車による貨物営業列車（夕張駅発追分駅行き6788列車、D51形241号機牽引）が運行される。

## 主なダイヤ改正
- 3月10日
  - 日本国有鉄道
- 3月20日
  - 西武鉄道
- 7月18日
  - 日本国有鉄道
- 9月16日
  - 名古屋鉄道
- 11月26日
  - 西武鉄道
- 12月21日
  - 京成電鉄 
  - 近畿日本鉄道

## 災害・不通・事故・事件など

### 3月
- 3月1日
  - 西日本鉄道
    - （事故） 大牟田線で特急脱線事故発生

### 11月
- 11月26日
  - 日本国有鉄道
    - 公共企業体職員に禁じられた争議権の回復を目指して国鉄労働組合と国鉄動力車労働組合が、ほぼすべての列車の運行を停止するスト権ストを開始（12月3日に中止）。

## 鉄道車両

### 新系列・新形式
- 日本国有鉄道
  - 189系電車
  - 443系電車
  - チキ7000形貨車
  - タキ26000形貨車
  - タキ26100形貨車
  - タキ29100形貨車
  - シキ1000形貨車
- 札幌市交通局
  - 6000形電車
- 東京急行電鉄
  - 8500系電車
- 相模鉄道
  - 7000系電車
- 箱根登山鉄道
  - モニ1形電車
- 富士急行
  - 5000形電車
- 衣浦臨海鉄道
  - KE65形ディーゼル機関車
- 大阪府都市開発（現・泉北高速鉄道）
  - 3000系電車
- 阪急電鉄
  - 2200系電車
  - 6300系電車
- 南海電気鉄道
  - 8000系電車（初代）
- 西日本鉄道
  - 5000形電車
- イギリス国鉄
  - 312形電車
- ロンドン地下鉄
  - 1973形電車
- フランス国鉄
  - コライユ
- マッターホルン・ゴッタルド鉄道
  - Deh4/4 21-24形電車
- レーティッシュ鉄道
  - EW II系客車

### 譲渡形式
- 関東鉄道 ← 南海電気鉄道
  - キハ755形気動車
- 総武流山電鉄（現・流鉄） ← 東濃鉄道
  - モハ1000・クハ50形電車（モハ1002・クハ55）
- 名古屋鉄道 ← 東濃鉄道
  - 3790系電車
- 名古屋鉄道 ← 東京急行電鉄
  - 3880系電車

### 消滅形式
- 日本国有鉄道
  - チサ100形貨車
  - セキ1000形貨車
  - ホキ2900形貨車
  - キ620形貨車
  - タラ400形貨車
  - タキ1700形貨車
  - タキ9350形貨車
  - タキ18200形貨車
- 東武鉄道
  - 5300系電車
- 土佐電気鉄道
  - 300形電車（初代）

### 受賞
- 第18回ブルーリボン賞 - 該当車なし
- 第15回ローレル賞 - 日本国有鉄道 24系25形客車、黒部峡谷鉄道 EH形電気機関車